# 5873 Archilochos
5873 Archilochos este o planetă minoră (asteroid), cu un diametru de 4,136 km, din centura de asteroizi. A fost descoperită pe 26 septembrie 1989 la Observatorul La Silla de Eric Walter Elst și a fost numită după Arhiloh. 
Obiectul prezintă o orbită caracterizată de o semiaxă mare de 2,1994339 UAi, o excentricitate de 0,19, o înclinație de 4,78767 ° în raport cu ecliptica.